# Bacharach (album)
Bacharach – album studyjny wydany nakładem Polskich Nagrań z 1975 roku. Nagrany przez Kwartet Aleksandra Mazura, wspólnie z Novi Singers i poświęcony twórczości amerykańskiego pianisty i kompozytora Burta Bacharacha. W drugiej połowie lat siedemdziesiątych ukazał się także singiel z utworami The Look Of Love i Close to you (SP Muza S-620), a także pocztówka dźwiękowa zawierająca piosenkę pt. Raindrops Keep Fallin’ on My Head (Tonpress R-0687, 1976). Krążek miał kilka tłoczeń, zaś w 2001 roku doczekał się reedycji cyfrowej, wydanej przez Polskie Nagrania.

## Lista utworów[1][2]
1. „The Look Of Love” (muz. Burt Bacharach – sł. Hal David) – 4:40
2. „It doesn't matter” (muz. Burt Bacharach) – 2:40
3. „Bacharach medley” (muz. Burt Bacharach) – 10:30
4. „Are you there?” (muz. Burt Bacharach) – 5:25
5. „Do you know the way to San Jose?” (muz. Burt Bacharach – sł. Hal David) – 3:15
6. „Close to you” (muz. Burt Bacharach) – 2:55
7. „Raindrops Keep Fallin’ on My Head” (muz. Burt Bacharach – sł. Hal David) – 6:35

## Aranżacje
- Aleksander Mazur (3, 4, 5, 7)
- Waldemar Parzyński (1, 2, 3, 4, 6, 7)

## Wykonawcy[1][2]
Kwartet Aleksandra Mazura
- Aleksander Mazur – organy Hammonda, saksofon tenorowy, klarnet
- Józef Gąsior – trąbka
- Zbigniew Ziętara – gitara basowa
- Andrzej Krupiński – perkusja

Novi Singers
- Ewa Wanat – śpiew
- Waldemar Parzyński – fortepian, śpiew
- Janusz Mych – flet, śpiew
- Mieczysław Litwiński – śpiew

Gościnnie
- Józef Gawrych – instrumenty perkusyjne

## Opracowanie[2]
- Andrzej Karczewski – foto
- Stanisław Żakowski – projekt graficzny
- Halina Jastrzębska-Marciszewska – operator dźwięku
- Roman Milewski – reżyser nagrania